# Игнатий (Георгакопулос)
Митрополи́т Игна́тий (греч. Μητροπολίτης Ιγνάτιος, в миру Панайо́тис Георгако́пулос греч. Παναγιώτης Γεωργακόπουλος; род. 25 августа 1956, Айос-Димитриос, Аттика) — епископ Элладской православной церкви, митрополит Димитриадский и Алмирский (с 1998 года). Председатель Синодальной комиссии по межправославным и межхристианским отношениям; также президент Библейского общества Греции.

## Биография
Родился в 1956 году в Айос-Димитриосе, пригороде Афин, столицы Греции.
Окончил богословский факультет Афинского университета.
17 июля 1975 года был пострижен в монашество в Монастыре Хрисопиги.
24 октября 1976 года был рукоположён в сан диакона, а в 1983 году — в сан пресвитера. Был секретарём Перейской митрополии.

## Епископское служение
10 октября 1998 года рукоположён во епископа и возведён в сан митрополита Димитриадского и Алмироского.
16 января 2011 года попытался использовать на богослужении не древнегреческий, а разговорный греческий язык (димотику), прочтя на нём главу из Книги Премудрости Соломона Ветхого Завета, что вызвало протесты среди присутствовавших на службе прихожан. По этому поводу он сказал: «Я разделяю мнение молодых, которые мне говорят, что не понимают литургический язык, и констатирую факт, что мы не научили наших детей любить его. Этот язык есть наше сокровище. На нём написано Евангелие. И сегодня мы его теряем, забываем день ото дня. И дальнейшее развитие ситуации в школах станет ещё более трагическим, как кажется…».
23 мая 2011 года 34-летний психически неуравновешенный мужчина напал на митрополита во время совершения тем богослужения в церкви святых Константина и Елены. Нападавший снял ремень со своих штанов и попытался ударить греческого иерарха в лицо. 30 сентября 2012 года тот же человек с выкриками «анаксиос» (недостоин) выбежал из толпы, собравшейся за пределами молодёжного центра «Πέρασμα», который посетил греческий иерарх, и пытался отрезать бороду митрополиту ножом, который держал в руках. Нападавший был задержан полицейскими.
20 октября 2019 года стал одним из первых архиереев Элладской церкви, который в кафедральном соборе своей епархии в городе Волосе совершил литургию совместно с архиереем Православной церкви Украины епископом Ольвийским Епифанием (Димитриу). В связи с этим епархия, возглавляемая митрополитом Игнатием, была включена паломническим центром Московского патриархата в список епархий, посещение которых паломниками из Русской православной церкви не благословляется.
Вошёл в «Список сослуживших с украинскими раскольниками иерархов Элладской Православной Церкви», распространённый циркулярным письмом Московской патриархии 8 ноября 2022 года, «с кем не благословляется молитвенное и евхаристическое общение и в епархии которых также не благословляется совершение паломнических поездок».